# Monterrico
Monterrico es una ciudad de la provincia de Jujuy, Argentina. Se encuentra en el noroeste del departamento El Carmen, a 30 km de la capital provincial San Salvador de Jujuy, y en el denominado valle de los Pericos.

## Fiesta nacional del tabaco
En mayo se realiza la Fiesta Nacional del tabaco: festival de música y gauchaje.
Gente de Perico, de El Carmen, de San Salvador de Jujuy, de Güemes  y demás se juntan en esta gran fiesta en honor al tabaco, planta que mueve toda la economía regional.
La fiesta de Monterrico puesto que es la capital provincial del tabaco, es decir el lugar donde más se cultiva esta planta de características y flores de gran vivacidad.
Otro de los grandes atractivos de esta ciudad son los Corsos Gratuitos en la época de carnaval.

## Fiesta de los Estudiantes
Es una fiesta que se realiza en la provincia de Jujuy. Cada Colegio Secundario (privado o del estado) elige su reina. Luego se hace una elección Departamental, después una Provincial y por último la elección Nacional. Además se realizan otras actividades como ser el desfile de carrozas donde más de 40 colegios realizan sus carrozas o carruajes (depende el tamaño). La fiesta abarca prácticamente todo septiembre siendo la fecha de más actividad el 21 (día del estudiante).

## Sismicidad
La sismicidad del área de Jujuy es frecuente y de intensidad baja, y un silencio sísmico de terremotos medios a graves cada 40 años.
- Sismo de 1863: aunque dicha actividad geológica catastrófica, ocurre desde épocas prehistóricas, el terremoto del 4 de enero de 1863 (162 años),[2] señaló un hito importante dentro de la historia de eventos sísmicos jujeños, con 6,4 Richter. Pero nada cambió extremando cuidados y/o restringiendo códigos de construcción.[1]
- Sismo de 1948: el 25 de agosto de 1848 (176 años) con 7,0 Richter, el cual destruyó edificaciones y abrió numerosas grietas en inmensas zonas[2][1]
- Sismo de 2009: el 6 de noviembre de 2009 (15 años) con 5,6 Richter

## Parroquias de la Iglesia católica en Monterrico
| Diócesis  | Jujuy               |
| --------- | ------------------- |
| Parroquia | San Isidro Labrador |